# Natale al campo 119
Natale al campo 119 è un film del 1947 diretto da Pietro Francisci.
La pellicola ha per protagonisti Aldo Fabrizi,  Vittorio De Sica, Peppino De Filippo, Massimo Girotti e Alberto Rabagliati.

## Trama
Subito dopo l'armistizio, alcuni soldati italiani, provenienti da varie parti del paese, sono reclusi nel campo di prigionia statunitense 119, sotto la custodia di un antipatico sergente e di un maggiore, viceversa, molto umano. Lì trascorrono le loro giornate, svolgendo varie piccole attività, svagandosi con l'ascolto dei dischi o della radio militare, improvvisando dei banchetti di fortuna, e narrandosi dei tempi passati.
Il romano Giuseppe Mancini racconta agli altri di quando un pomeriggio ha portato i suoi cinque figli a passeggiare ai Fori imperiali. Lì ha conosciuto una giovane maestra torinese. Per far colpo su di lei, Giuseppe finge di non essere il padre dei ragazzini che, nel frattempo, si scatenano sotto lo sguardo disperato del custode dei Fori. Solo quando il piccolo Giulio cade da un muro e si mette a piangere, il bluff di Giuseppe viene svelato. L'uomo ritorna a casa e subisce il rimbrotto della moglie.
Don Vincenzino, un nobile rampollo amante del gioco che ha dilapidato tutte le sue fortune, ricorda quando venne salvato da Gennarino, che simulò il suo funerale, usando la sua carrozza bardata a lutto per convincere i creditori che l'uomo si fosse appena suicidato.
Guido invece racconta del suo amore per la bella Fiammetta. I due si erano appena fidanzati a Firenze subito prima che scoppiasse la guerra. Dovettero quindi separarsi, e fu un distacco doloroso. Tempo dopo, Fiammetta scoprì di essere rimasta incinta di Guido. Saputo che il suo amato si trova internato in un campo di prigionieri di guerra, decide comunque di sposarlo per procura.
Nane, gondoliere veneziano di bella presenza, racconta agli altri di quando gli capitò di adocchiare e poi sedurre una bella signora straniera, sposata. La donna si faceva portare da lui per tutti i canali di Venezia fino a quando, dovendo rientrare nei ranghi, fu costretta a ripartire col marito.

## Produzione
La pellicola venne girata per gli interni negli studi SAFA Palatino a Roma.

## Accoglienza

### Incassi
Incasso accertato nelle sale sino al 31 dicembre 1952 £ 345.000.000